# François-Xavier Le Chauff de la Blanchetière
Marie François Xavier Gonzague Le Chauff de La Blanchetière, (Vallet (Bretanya històrica), 12 de març, 1790 - 1 de gener, 1843), va ser un noble bretó que va participar en la guerra de Vendée i la Chouannerie de 1832.

## Biografia
Marie François Xavier Gonzague Le Chauff de La Blanchetière era fill d'Armand Fidèle Constant Le Chauff, senyor de La Blanchetière i La Bérangeais, i de Flavie Reliquet du Poyet. Els seus pares van ser assassinats durant la Revolució, el seu pare als ofegaments de Nantes i la seva mare pels "Blues".
Va ser alcalde de Vallet els primers anys de la restauració entre 1819 i 1822, després cap chouan durant l'última guerra de Vendée el 1832, comandant 10 parròquies (és a dir, 900 homes) a les vinyes de Nantes, va ser un dels servidors més fidels de la duquessa de Berry.
Ell i la seva família van ser escorcollats al seu castell de la Blanchetière en Vallet, dirigits pel general Dermoncourt. Després dels fets de la insurrecció legitimista i la seva condemna a treballs forçats per vida en absència, la família Le Chauff va haver de fugir de França, primer a Jersey. Es van establir sobretot a Àustria amb l'antiga duquessa de Berry (després comtessa Lucchesi-Palli).
François-Xavier Le Chauff de la Blanchetière va acabar la seva carrera com a inspector forestal del comte de Chambord a Vassy a la Champagne.